# Michael Kelly
Michael Kelly (Dublín, Irlanda, 25 de desembre de 1762 – Margate, Regne Unit, 9 d'octubre de 1826) va ser un cantant irlandès (tenor), compositor i director teatral que va fer una carrera internacional d'importància en la història musical.
Com la seva companya Nancy Storace havia estudiat cant amb Venanzio Rauzzini. Passant per Nàpols, Kelly arribà el 1783 a Viena. Es convertí en membre de la companyia de cort i alumne de Mozart. A principis de l'any 1787 abandonà Viena en companyia de Thomas Attwood i l'Storace i anaren a Londres, on treballà com a cantant i (a partir de 1797) com a fecund compositor teatral, editor i comerciant de vins.
Una de les principals figures en el teatre musical britànica del voltant segle xix, i un estret col·laborador de Richard Sheridan, que havia estat amic de Mozart i Paisiello, i va crear papers en òperes de tots dos. Amb la seva amiga Nancy Storace, va ser un dels primers cantants d'aquella època en la Gran Bretanya i Irlanda i es va fer una fama de primera fila a Itàlia i Àustria.
A Itàlia també se'l coneix com a O'Kelly o fins i tot el senyor Ochelli. Malgrat que la font principal de la seva vida és el seu Reminiscences of Michael Kelly, aparegudes el 1826, l'any de la seva mort, són una autènyica mina, sobretot amb respecte a Haydn i Mozart, s'ha dit Qualsevol declaració de Kelly és immediatament sospitosa.
En el seu índex d'obres el menciona amb data de 29 d'abril de 1876 com Occhelly. La canzonetta KV 532 de Mozart se sol relacionar amb una ocurrència de Kelly.